# بيلة ألبومينية انتصابية
بيلة ألبومينية انتصابية (بالإنجليزية: Orthostatic albuminuria)‏ أو بيلة بروتينية وضعية (بالإنجليزية: postural proteinuria)‏ أو بيلة بروتينية قيامية (بالإنجليزية: Orthostatic proteinuria)‏، هي حالة طبية حميدة، يؤدي فيها تَغيّر ديناميكا الدم في كلية بعض الأفراد السليمين إلى ظهور بروتين (غالبًا الألبيومين) في البول عند وقوفهم، أما عندما يكون هؤلاء الأفراد في وضعية الاستلقاء فيكون البول لديهم خالٍ من البروتين.
يحدث الطرح البروتيني بطريقة طبيعية خلال الليل والجسم في وضعية الاستلقاء، أما خلال النهار فإن زيادة طَرح البروتين في البول ترتبط بنشاط الفرد ووضعية وقوفه منتصبا خلال اليوم.
قد يزداد إفراز بروتين البول الكُلِّي بطريقة حميدة، ولكنَّ المستويات الأعلى من 1 غرام لكل 24 ساعة عادةً ما تكون مرتبطة بمرض كلوي كامن.

## الأسباب
ما يزال السبب الدقيق لحدوث البيلة الألبومينية الانتصابية غير معروف حتى الآن.